# NACSIS-CAT
NACSIS-CAT（ナクシスキャット）は、国立情報学研究所 (NII) が提供している日本最大の総合目録・所在情報データベースである。おもに大学図書館からなる1,258の参加機関が共同で目録を作成し共有する、オンライン共同分担方式をとっている。NACSIS は国立情報学研究所の前身組織である学術情報センターの略称。 

## 歴史
NACSIS-CATは、1985年（昭和60年）に当時の東京大学文献情報センターによって運用を開始された。学術情報センターの発足はその翌年であり、その目録所在情報サービスの名称が「NACSIS-CAT」となったのは1988年（昭和63年）のことである。1988年には図書所蔵レコードが100万件を突破。1992年（平成4年）に短期大学と高等専門学校の、翌年には大学等以外の図書館の NACSIS-CAT 参加が可能になった。1997年（平成9年）4月にはウェブサイト上でデータベースの検索が可能な NACSIS Webcat（ナクシス・ウェブキャット）が試験的にサービスを開始したほか、和書と洋書に分かれていた図書書誌、図書所蔵、雑誌書誌、雑誌所蔵の各ファイルが統合された。同年12月には、当時「NACSIS-CAT 2」と呼ばれていた新システムが運用を開始した（2007年に移行完了）。2002年（平成14年）、Webcat に連想検索機能などを追加した Webcat Plus（ウェブキャット・プラス）が試行サービスを開始、2005年に正式にサービスを開始している。その後も Webcat の提供は継続されていたが、2013年3月8日で終了した。Webcat の後継サービスとして2011年11月に CiNii Books（サイニイ・ブックス）が開設された。2024年3月31日にWebcat Plusのサービスも終了した。
2008年（平成20年）7月15日、図書と雑誌を合わせた所蔵レコードが1億件を達成した。レコード数の上では順調に成長を続けているが、レコードの品質低下や、レコード作成館の偏りといった問題も指摘されている。たとえば、2005年度（平成17年度）は参加館のうち28%が1件も図書書誌レコードを作成していない一方で、わずか2%の参加館が年間の図書書誌レコード作成数の43%を占めている。

## 構造
データベースには1007万件の図書書誌レコード、1億1924万件の図書所蔵レコード、33万件の雑誌書誌レコード、462万件の雑誌所蔵レコードのほか、著者名典拠レコード、統一書名レコード、変遷マップレコードがある。そのほか書誌作成時に参考にできるよう、国立国会図書館の「JAPAN/MARC」、図書館流通センターの「TRC MARC」、アメリカ議会図書館の「USMARC」などの機械可読目録 (MARC) も参照ファイルとして用意されている（参照ファイルではないが、2013年3月までOCLCの「WorldCat」へのアクセスも可能であった）。「書誌レコード」には、個々の図書・雑誌について、そのタイトル、責任表示（編著者など）、版表示、出版事項などが記録されており、参加館蔵書の資料ID、請求記号、排架先などが記録された「所蔵レコード」が書誌レコードへリンクを形成することで、その書誌に所蔵が登録される。

## 利用
NACSIS-CAT のデータベースは、それがそのまま各参加機関のデータベースとしてOPAC等で利用されるわけではなく、参加機関が所蔵している NACSIS-CAT の書誌レコードを自館のデータベースにダウンロードして利用する（コピーカタロギング）。そのため、ローカルのみで書誌を作成・修正することも可能であり、参加機関の蔵書のすべてが NACSIS-CAT に含まれるとも限らない。
NACSIS-CAT のデータベースは、大学図書館間の相互資料貸借サービス「NACSIS-ILL」でも利用されているほか、「Webcat Plus」「CiNii Books」というウェブサイト上で一般に公開されており、基本的な書誌情報や所蔵情報、検索機能はウェブブラウザを用いて無料で利用できる。ただし商用利用は禁止されている。
初期の NACSIS-CAT はレコード単位の通信には対応していなかったため画面構成が固定されていたが、NACSIS-CAT2 への移行により、クライアントソフトウェアによってインターフェースの構成が自由になった。20以上の図書館システムが NACSIS-CAT/ILL に対応しており、富士通「iLiswave」、リコー「LIMEDIO」、日本電気「E-Cats」、ブレインテック「情報館」、NTTデータ九州「NALIS」などが多く利用されている。

## 関連人物
- 高野明彦